# The Golden Thought
The Golden Thought è un cortometraggio muto del 1916 diretto e interpretato da Tom Mix. Prodotto dalla Selig Polyscope Company su una sceneggiatura di J.A. Lacy, il film - di genere western - aveva come altri interpreti Victoria Forde, Barney Furey, Sid Jordan.

## Trama
Tom Daton, il vice sceriffo, viene inviato nella contea di Chico per indagare sulle incursioni di una banda di fuorilegge che terrorizza la zona. L'ufficiale viene subito attratto da Bess Jackson, una ragazza che lavora nel settore commerciale. Nella contea giunge per affari, anche Gene Hammond, un ricco cercatore d'oro. I banditi, volendo coprirsi le spalle e togliersi di torno il vice sceriffo, decidono di ucciderlo facendo in modo che la colpa ricada su Hammond. Ma, per un caso, gli spari uccidono invece uno della banda. Comunque, Hammond viene arrestato e il suo revolver manomesso inserito tra le prove dell'accusa. Sua moglie si precipita per aiutarlo a dimostrare la sua innocenza e Daton forza la confessione di Breede. Tra banditi e la legge è scontro. Ne esce vincitore Daton che arresta la banda e dichiara il suo amore a Bess, conquistando la ragazza.

## Produzione
Il film fu prodotto dalla Selig Polyscope Company.

## Distribuzione
Distribuito dalla General Film Company, il film - un cortometraggio in tre bobine - uscì nelle sale cinematografiche statunitensi il 6 gennaio 1917 dopo una première che si era tenuta nel dicembre precedente, il giorno di Natale. Il 6 dicembre 1924 venne ripresentato a New York in una versione più ampia di cui però non sembra sia rimasta copia.
In Danimarca, dove venne distribuito il 9 febbraio 1925, prese il titolo Landevejsridderen; in Brasile, quello di Era Apenas Dourado.

### Conservazione
Copia in 35mm della pellicola originale si trova conservata negli archivi del George Eastman Museum di Rochester.